# Hans-Erich-Nossack-Preis
Der Hans-Erich-Nossack-Preis war ein mit 10.000 Euro dotierter Literaturpreis des Kulturkreises der Deutschen Wirtschaft im BDI und wurde von 1989 bis 2007 jährlich für das Lebenswerk eines Literaten verliehen. Vorläufer des nach Hans Erich Nossack benannten Preises war die Ehrengabe des Kulturkreises der Deutschen Wirtschaft im BDI. 
2008 wurde der Hans-Erich-Nossack-Preis durch den mit insgesamt 40.000 € dotierten Literaturpreis des Kulturkreises der deutschen Wirtschaft abgelöst, der jährlich für herausragende literarische Leistungen vergeben wurde. Dieser Preis ging 2017 in den Literaturpreis „Text & Sprache“ des Kulturkreises der deutschen Wirtschaft über.

## Preisträger
- 2007 Elke Erb
- 2006 Ernst-Wilhelm Händler
- 2005 Walter Kempowski
- 2004 Dieter Forte
- 2003 Adolf Endler
- 2002 Paul Wühr
- 2001 Jörg Steiner
- 2000 Peter Kurzeck
- 1999 Wolfgang Hilbig
- 1998 Volker Braun
- 1997 Rafik Schami
- 1996 Heinz Czechowski
- 1995 Anna Maria Jokl
- 1994 Edgar Hilsenrath
- 1993 Rolf Haufs
- 1992 Günter Herburger
- 1991 Helga M. Novak
- 1989 Friederike Mayröcker

## Hans-Erich-Nossack-Akademiepreis für Dichter und ihre Übersetzer
Nossack wurde weiterhin geehrt durch den Hans-Erich-Nossack-Akademiepreis für Dichter und ihre Übersetzer der Mainzer Akademie der Wissenschaften, der von 1993 bis 2002 vergeben wurde, um „richtungsweisende literarische Arbeiten und deren kongenial-schöpferische Übertragung“ auszuzeichnen. Preisträger waren:
- 1993: Helmut Scheffel
- 1995: Verena Reichel
- 1998: Karin Fleischanderl
- 2000: Karl Dedecius
- 2002: Gisbert Jänicke und Manfred Peter Hein